# 러시아의 우크라이나 침공과 여성

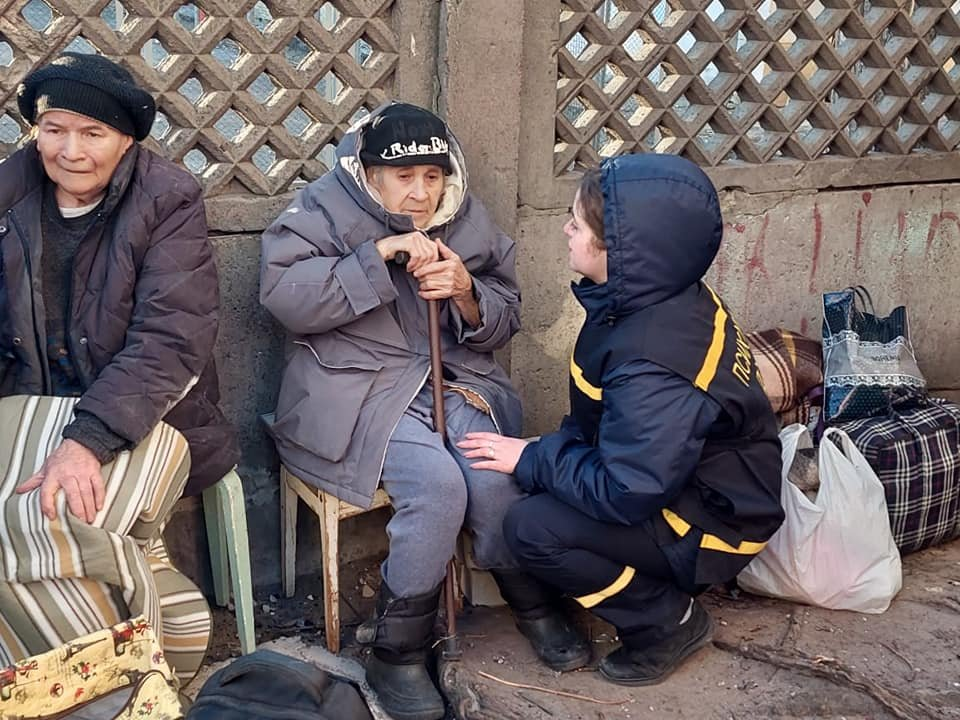
2022년 3월 16일 키이우에서 두 명의 여성과 함께 있는 우크라이나 경찰

2022년 2월 24일에 시작된 2022년 러시아의 우크라이나 침공 중 여성들은 다양한 방식으로 참전하거나, 영향을 받고 있다.
우크라이나의 영부인 올레나 젤렌스카는 "미래의 승리로 이어질 우리의 저항은 특히 여성의 얼굴을 하고 있다"면서, 우크라이나 여성들의 군 복무, 전시 자녀 양육, 필수 서비스 제공을 치하했다.

## 배경
2014년 러시아-우크라이나 전쟁이 발발한 이후, 우크라이나 군대에서 여성의 입지가 크게 높아졌다. 남성의 전유물이던 여러 직위가 여성에게도 개방되고, 여군의 수가 2배 이상 증가한 것 등이 그 예이다. 그러나 차별과 괴롭힘은 우크라이나 군대 내에서 여전히 심각한 문제로 남아 있다. 우크라이나의 민간인 여성들도 전쟁 중 심각한 위험과 문제에 직면했다. 롬인 여성은 더한 차별에 직면했으며, 종종 국내 실향민 지위를 받지 못하고 극심한 인종 차별을 겪었다.
전 세계적으로 여성들은 이주와 사회의 정상적인 보호 기능 붕괴로 인해 더 큰 위험에 직면했고, 많은 사람들이 성폭력을 전쟁, 테러, 고문 및 정치적 탄압 전술로 사용했다. UN 여성기구에 따르면 여성의 70% 이상이 위기 상황에서 성별에 기반을 둔 폭력을 경험하며, 란셋 의학저널이 발표한 연구에 따르면 무력 충돌의 영향을 받는 여성들은 더 많은 트라우마적 경험에 노출된다.

## 전쟁 범죄와 여성에 대한 폭력

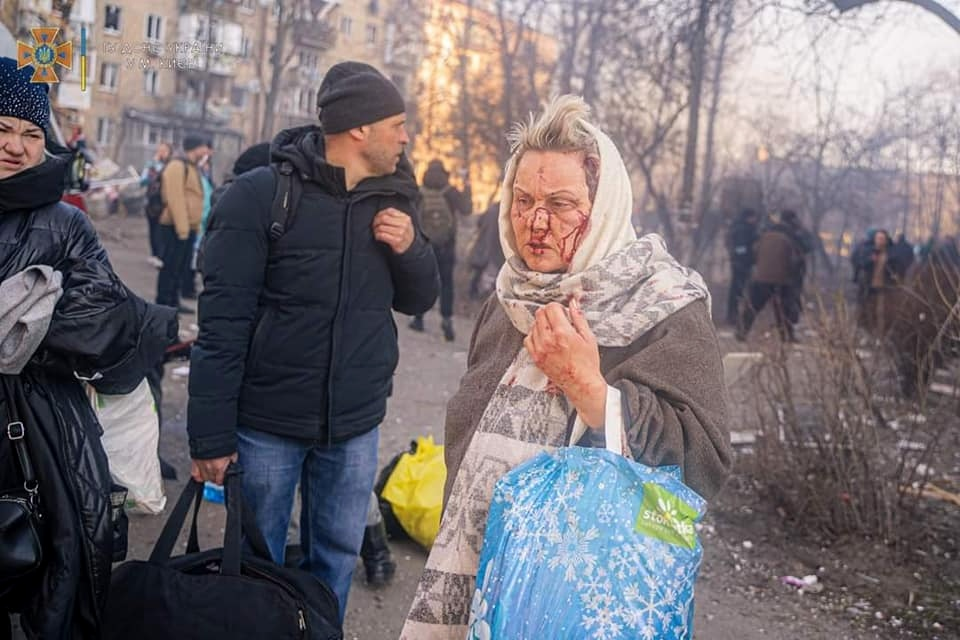
러시아군의 키이우 아파트 건물 공격 직후 촬영된, 얼굴에 부상을 입은 여성

이전에도 우크라이나 및 기타 분쟁 지역에서 러시아인과 러시아 주도군에 의한 성폭력이 목격되었다. 무력 충돌 데이터 세트에 따르면 2014년 이래로 동부 우크라이나에서 러시아군이 성폭력을 자행했다는 주장이 7년 중 3년 동안, 대부분 구금된 사람들에게서 제기되었다. 미국 국무부의 "2020년 우크라이나 인권실천 국가 보고서"는 고문과 처벌의 수단으로 러시아군이 성기 부위의 구타와 감전, 강간, 강간 위협, 강제 탈의, 가족에 대한 강간 위협을 가했다고 기록되어 있다. 국제앰네스티도 2000년대 초 러시아군이 체첸에서 성인과 어린이를 강간 및 집단 강간한 사례를 보고했다.
침략 중 여성들은 성폭력의 표적이 되었다. 우크라이나 의원 레시아 바실렌코, 알로나 슈크룸, 마라아 메젠체바, 올레나 호멘코는 러시아가 점령한 도시의 노인 여성 대부분이 "강간당한 뒤 스스로 목숨을 끊거나 살해"되었다고 말했다. 러시아 통제 하에 있는 지역이나 치열한 전투가 벌어지고 있는 분쟁 지역의 통신은 제한되어 있어, 정확한 성폭력 사건 건수를 파악하거나 적시에 대응하기 어려웠다. 인신매매, 가정 폭력 및 성폭행 피해자를 지원하는 자선 단체 라 스타라다 우크라이나 (La Strada Ukraine)의 회장은 긴급 핫라인을 통해 도움을 요청하는 여성들의 전화가 여러 차례 울렸지만 전투로 인해 자선 단체가 물리적으로 그들을 도울 수 없다고 말했다. 러시아군의 철수 이후 집단 강간, 총기 겨누기, 아이들이 보는 앞에서 저지른 성폭력에 관한 보고서는 모두 우크라이나 및 국제 사회의 당국, 법 집행 기관 및 언론 관계자에게 보고되었다. 여성 시민들은 장신구를 제거하고, 머리에 스카프를 두르고 노파처럼 옷을 입어 자신을 매력적이지 않게 보이게 하라는 경고를 받았다.
러시아의 침공 중 러시아 군인의 성폭력 가해 주장에 대한 첫 공식 조사가 시작된 후, 런던 《타임즈》가 2022년 3월 28일 게재한 기사에선, 2022년 3월 9일 셰브첸코베 마을에서 러시아군이 남편을 살해하고 자신을 강간했다는 한 여성의 주장이 담겨 있었다. 마리우폴 시의회는 러시아군이 수천 명의 우크라이나 여성과 어린이들을 도시에서 러시아로 강제 이주시켰다고 주장했다. 마리우폴 병원 공습의 목표는 마리우폴의 산부인과 병동이었다. 우크라이나 주민들 사이의 성폭력은 피신하려는 여교사를 강간하려다 빈니차에서 체포된 우크라이나 영토 방어군의 한 남성의 사례로 보고된 바 있다.
이바노프란키우스크 시가 2022년 3월에 민간인에게 총기 교육을 하기 시작하자 수천 명의 여성이 성폭력 에 맞서 자신을 방어하기 위해 등록했다.

## 적극적 참여자

### 군대
상당수의 여성들이 침략에 대항하여 우크라이나군을 위해 싸우겠다고 자원했다. 조지아 주립 대학교의 미아 블룸과 소피아 모스칼렌코는 "우크라이나 여성은 역사적으로 세계의 다른 지역에서는 흔하지 않은 독립을 향유했다"며 "우크라이나는 여성도 국가를 지킬 수 있고, 스스로 지도자로서 맡은 바를 다한다는 독특한 관점을 제시했다"고 말했다. 우크라이나 여성은 제1차 세계 대전 이후 군에서 복무했지만, 2014년 러시아가 동부 우크라이나를 침공할 때까지 완전한 군인 연금을 받는 퇴역 군인으로 공식 인정받지 못했다. 발표된 통계에 따르면 우크라이나 군인의 약 22.8%가 여성이고, 약 15.5%는 군인으로 등록되어 있다.
침공 일주일 전에 도네츠크 인민공화국과 루한스크 인민공화국의 분리주의 지역은 18세에서 55세 사이의 남성을 징집하기 위해 지역을 떠나지 못하도록 막았다. 침공 이후 우크라이나 정부는 18세에서 60세 사이의 남성을 대상으로 비슷한 명령을 내렸다. 이러한 법률은 부분적으로 성별 관련 문제로 상당한 논쟁을 불러일으켰다. 그러나 초기 자원 봉사자들이 유입되어 많은 사람들이 징집되지 않았고, 여성 자원 봉사자는 거절되었다. 기자들과 이야기를 나눈 한 여성은 이런 말을 들었다고 말했다. "네, 대기 순번에 올려드릴게요. 그런데 지금 사람이 너무 많아요." 봉사를 희망하는 많은 여성들이 남아서 지원 업무를 맡았기 때문이다. 피란민이었거나 외국으로 떠났던 우크라이나 여성들도 군입대나 다른 사람들의 대피를 돕기 위해 귀국했다.
군대에서 최소 한 명의 여성이 국가 영웅이 되었다. 한 이름 없는 여성 저격수는 2017년 우크라이나 해병대에 입대해 '목탄' (Charcoal)이라는 콜사인으로 도네츠크와 루한스크에 참전했다가 2021년 1월에 은퇴했다. 그녀는 2021년 침공 직전 재입대했으며 제2차 세계대전 우크라이나 여성 저격수인 류드밀라 파블리첸코와 비교되기도 했다.

### 언론인
여성들은 침략에서 언론인으로서 중요한 역할을 했다. 《AP 통신》의 린 엘버는 "우크라이나에서 여성 기자의 존재는 전통적인 역할과 기대와는 상반"되지만, 그 존재는 "전쟁 보도의 본질을 바꿨다. 그들은 전쟁의 전술을 다루지만, 그 대가에도 똑같은 비중을 부여한다"고 말했다. 여성 언론인들은 침략 기간 동안 현저한 어려움에 직면했다. 《포린 폴리시》는 침공 관련 뉴스 기사 중 여성이 "전체 전문가, 주인공 또는 소식통"의 약 23%를 차지한다고 말했다. 해외에 거주하는 여성 우크라이나 언론인들은 전쟁과 관련하여 추가 보도 및 논의했으며, 러시아의 선전과 싸우고 상황에 대한 지원과 관심을 부르는 데 일조했다.
3월 23일 현재, 침공으로 사망한 것으로 확인된 5명의 언론인 중 2명은 여성인 올렉산드라 쿠프시노바와 옥사나 바울리나이다. 《포린 폴리시》는 쿠프시노바의 사망에 대한 우크라이나 라디오 기자 이리나 슬라빈스카의 발언을 인용했다. "불행히도 전쟁 중인 우크라이나 여성 기자들에게 이런 일이 많이 일어납니다". 그녀는 성폭력의 위협에 직면하는 것 외에도 분쟁 지역에서 계속 보도하느냐, 가족에게 돌아가느냐를 두고 선택해야 하는 압박을 겪는다고 말했다.

## 시민

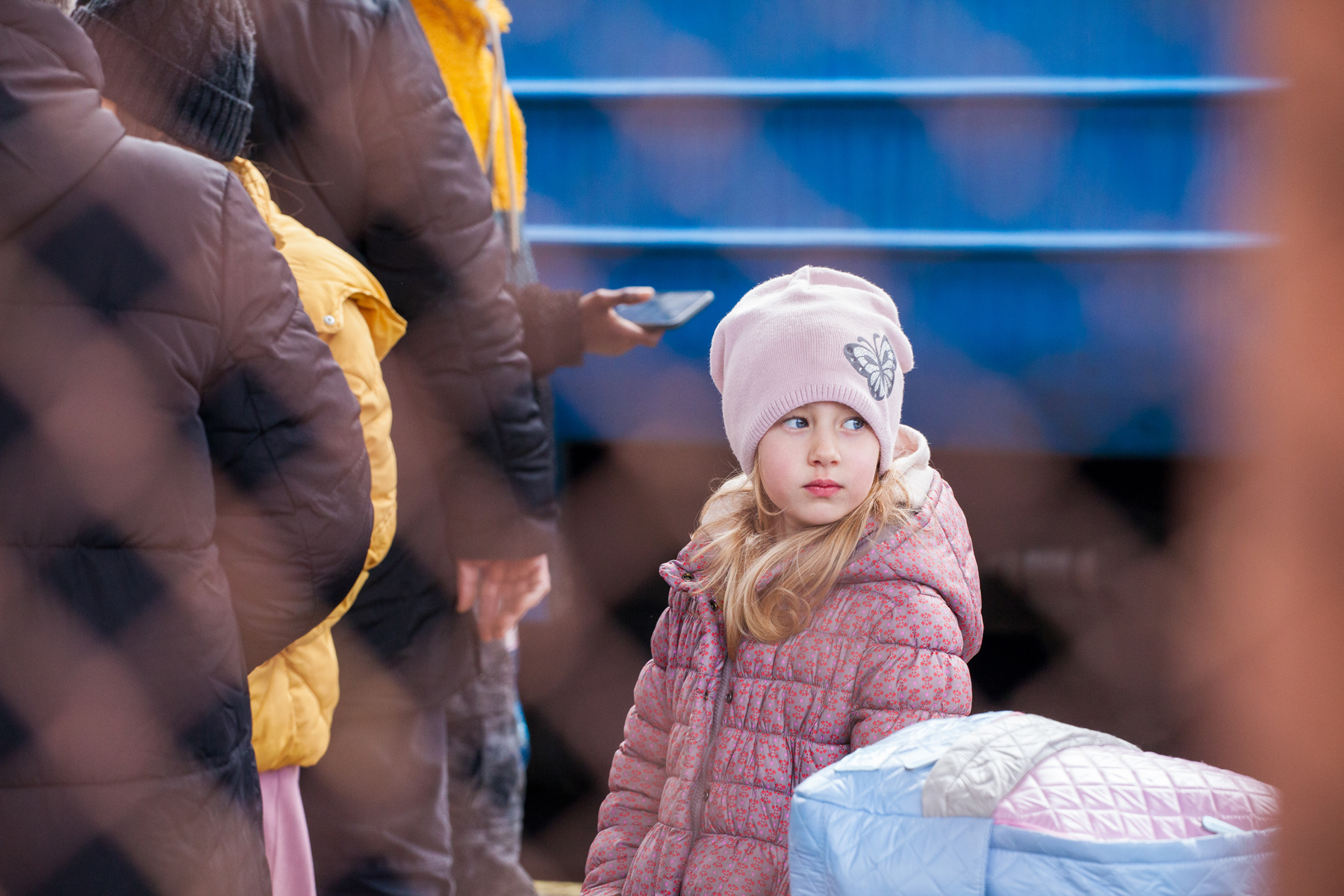
폴란드 프셰미실 기차역의 어린 피란민

### 생식 건강에 미치는 영향
우크라이나의 임신 의료 등 생식 의료는 침략으로 심각한 혼란에 직면했다. 국제인권연맹은 이번 침공이 "우크라이나의 여성, 소녀, 소외계층에 심각한 영향을 미치고 있으며, 그들의 성과 생식 건강과 권리를 위협하고 있다"고 밝혔다. 영국 의회 여성 평등 위원회 의장 캐롤라인 노키스는 "피란민 여성들이 주요한 의료 서비스를 이용할 수 없게 되었다. 임산부와 모유 수유 중인 여성은 중요한 산전 및 산후 서비스를 이용할 수 없거나, 안전하게 출산할 장소를 찾을 수 없는 경우가 많다"는 발언했다. 하르키우와 르비우의 많은 산전 진료소에서 조산 비율이 증가했다고 보고했다. 그 비율은 침공으로 인한 스트레스 증가와 의학적 문제로 2배 또는 3배 증가했다. 하르키우에 있는 한 진료소에서는 모든 분만 중 50%가 조산으로 보고되고 있었다. 이는 정상 비율보다 3배 높은 수치이자, 도네츠크와 루한스크에서 온 여성들을 돌보았을 때부터 이미 높아져 있었다.
우크라이나에서는 상업적 대리모가 합법이며, 매년 약 2,000명의 아이가 외국인 부모에게로 간다. 많은 사람들은 이를 돈벌이로 보고 있다. 대가가 우크라이나의 평균 연봉보다 높을 수 있기 때문이다. 그러나 우크라이나 대리모들은 침공으로 인한 심각한 문제를 보고하고 있다. 일부 대리모 회사는 산모와 자녀를 위한 벙커를 건설한 반면, 다른 대리모 회사는 산모가 다른 나라로 떠날 수 있도록 허용했지만 출산은 귀국해서 하라고 주문하거나 우크라이나를 탈출할 경우 최대 15년의 징역형을 선고하겠다고 위협했다. 외국인 부모가 자녀를 데리러 올 때에도 문제가 발생한다. 많은 대리 출생 자녀가 서류 미비로 합법적으로 출국하지 못하기 때문이다.

### LGBT 여성
트랜스젠더와 논바이너리 사람들은 전쟁 전후로 우크라이나에서 차별에 맞닥뜨렸다. 침공 이전 몇 년 동안 우크라이나에서 동성애 또는 트랜스젠더 혐오 범죄가 급증했으며 2020년에는 80건의 사례가 기록되었다. 국제 레즈비언, 게이, 양성애자, 트랜스 및 인터섹스 협회의 보고서에 따르면 이러한 사례 중 경찰이 현장에서 아무런 조치도 하지 않은 것이 27%, 경찰이 범죄를 기록하거나 수사를 개시하지 않은 사안이 38%였다고 한다.
우크라이나에 있는 대다수의 트랜스젠더는 공식 신분증에 출생 시 성별이 기록되어 있어, 모든 트랜스 여성은 억류된다. 대통령 젤렌스키가 모든 남성을 징집하고고 트랜스 남성은 면제받으려면 "화이트 티켓"을 받아야 한다고 명령했기 때문이다. 우크라이나를 떠나려던 트랜스 여성들은 강제로 옷을 벗고 검문소에서 경비원에게 신체검사를 받았으며 피란민 신분으로 출국할 수 없었다. 트랜스젠더들은 우크라이나를 떠나려는 동안 괴롭힘을 당하지 않도록 신분증을 소지하지 말라는 조언을 받기도 한다. 우크라이나에 억류된 일부 트랜스젠더는 침공으로 사용 가능한 무기가 증가하면서 그들에 대한 폭행 위협이 증가했다고 보고했다.
키이우 프라이드와 우크라이나 게이 연맹은 파트너십을 맺어 LGBTQ 커뮤니티 구성원이 출국하기 전 머물 수 있는 쉼터를 만들었다. LGBTQ 및 여성 단체 '인사이트'도 폴란드와 루마니아 국경 근처에 두 개의 쉼터를 만들었다. 러시아 침공 피란민의 목적지에 대한 우려가 제기되었다. 폴란드와 헝가리에는 동성애 금지법이 있어 유럽연합으로부터 규탄을 받은 적이 있기 때문이다. 이 법으로 인해 바르샤바와 부다페스트 프라이드의 일부 활동가는 LGBT 피란민이 법의 보호를 받으려면 다른 서유럽 국가로 가야 할 것이라는 우려를 불러일으켰다.

### 피란민

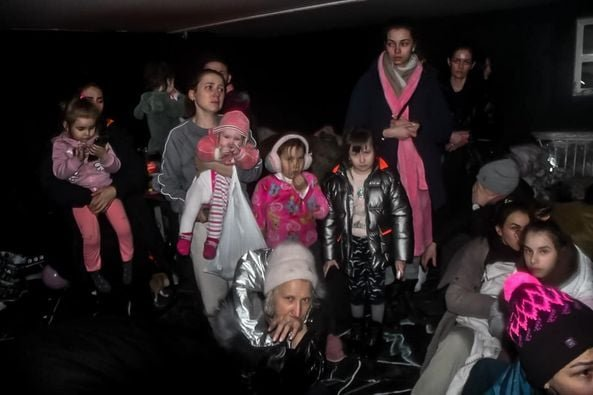
마리우폴의 피란민 민간인, 2022년 3월 12일

피란민의 대다수는 여성이었다. 18세에서 65세 사이의 남성은 출국이 금지된다. 우크라이나의 유일한 여성 랍비인 율리아 그리스는 침공으로 나라를 떠나야 했다. 일부 피란민은 동반자 없는 아이들이었고, 이들은 국경 지역마다 들쑥날쑥하게 등록되었다. 전쟁이 진행되면서 상황이 나아졌기 때문에, 많은 아이들의 소재가 기록되지 않았거나 추적될 수 없었다. 피란민에 대한 우려와 폭력을 줄이기 위해 자원 봉사자는 신분증을 제시하고 행동을 기록하며 가시성이 높은 조끼를 착용하도록 하는 조치가 시행되었다. 여성과 아동 피란민을 돕는 이스라엘의 "With You - Wherever You Go" 태스크 포스와 같은 국제 사회의 노력도 보였으며, 우크라이나어를 구사하는 사회 복지사, 정신과 의사, 심리학자 및 의료 전문가가 월경지로 파견되었다. 피란민을 폴란드 본토로 수송하는 '운전대를 잡은 여성' (Kobiety Za Kółko)과 같은 풀뿌리 운동도 행해졌다. 이 조직은 약 200명의 운전자와 함께 여성과 피란민 어린이를 위한 여성 운전자로 구성되었다. 이 운동은 폴란드 여성 자원 봉사자가 도로허스크 월경지에 도착했을 때 피란민들이 남성 운전자를 불신하는 것을 본 후 시작되었다.
여성 피란민들은 우크라이나 밖에서도 차별과 폭력을 경험한 적이 있다. 3월 22일 국제앰네스티는 폴란드의 피란민 보호 측면에서 "여성과 소녀에 대한 젠더 기반 폭력에 대한 새로운 보고서는 특히 우려된다"면서, 일부 폴란드 인권 단체는 "루블린에서 우크라이나 여성에 대한 수상한 접근과 그러한 목적으로 교통 및 숙박을 제공하는 남성들을 감시하고 있다"고 밝혔다. UN 피란민 프로그램은 또한 피란민의 호스트 제한을 두지 않는 영국의 '우크라이나를 위한 집' 프로그램에 우려를 제기했으며, 여성과 자녀가 있는 여성은 남성 호스트와 짝을 이루지 않는 것이 더 낫다고 보고했다. 피란민과 참가자를 연결하기 위해 마련한 페이스북 그룹에 참여하는 여성들도, 그룹 내 남성의 노골적인 이미지 및 악성 댓글을 받았다고 보도되었다. 자녀와 함께 루마니아로 건너간 한 피란민은 기자들에게 가짜 자원봉사자들이 다른 여성들과 함께 스위스로 가도록 강요했으며 신분증 제시를 거부했다고 말했다. 폴란드의 낙태 반대 운동가들은 피란민들을 대상으로 선전 활동을 펼쳤다.

## 교육
교육 시스템이 혼란스러워지자 어머니들은 홈스쿨링 과업을 수행해야 했다. 이미 교육을 장려받지 못한 롬인 여성은 특히 더 큰 영향을 받았다. 조직 '세이브 더 칠드런'과 공식 우크라이나 통계에 따르면 어린이 약 550만 명의 교육이 전쟁으로 영향을 받았으며, 매일 약 22개의 학교가 공격을 받고 있다. 2022년 4월 초 우크라이나에서 최소 869개의 교육 시설 또는 약 6%의 학교가 피해를 입었으며 약 83개가 완전히 파괴되었으며 다른 교실은 대피소로 사용되는 것으로 보고되었다. 침공 전부터 제기되어 온 (주로 여성들인) 교사 부족 문제는 사태를 더 복잡하게 만들었다.
유엔 주재 인도 상임대표 T. S. 티루무르티 대사는, 2022년 4월 10일 인도는 분쟁이 학생들의 교육에 미치는 영향을 최소화하기 위해 노력할 것이라고 발표했다. 대사는 우크라이나에서 공부한 인도인 대학생들을 강조하면서, 이번 분쟁이 코로나19 범유행으로 인한 어려움을 악화시킬 것이며 우크라이나에서 900개 이상의 교육 시설과 학교가 파괴되거나 피해를 입었다고 언급했다.

## 러시아의 반전 운동

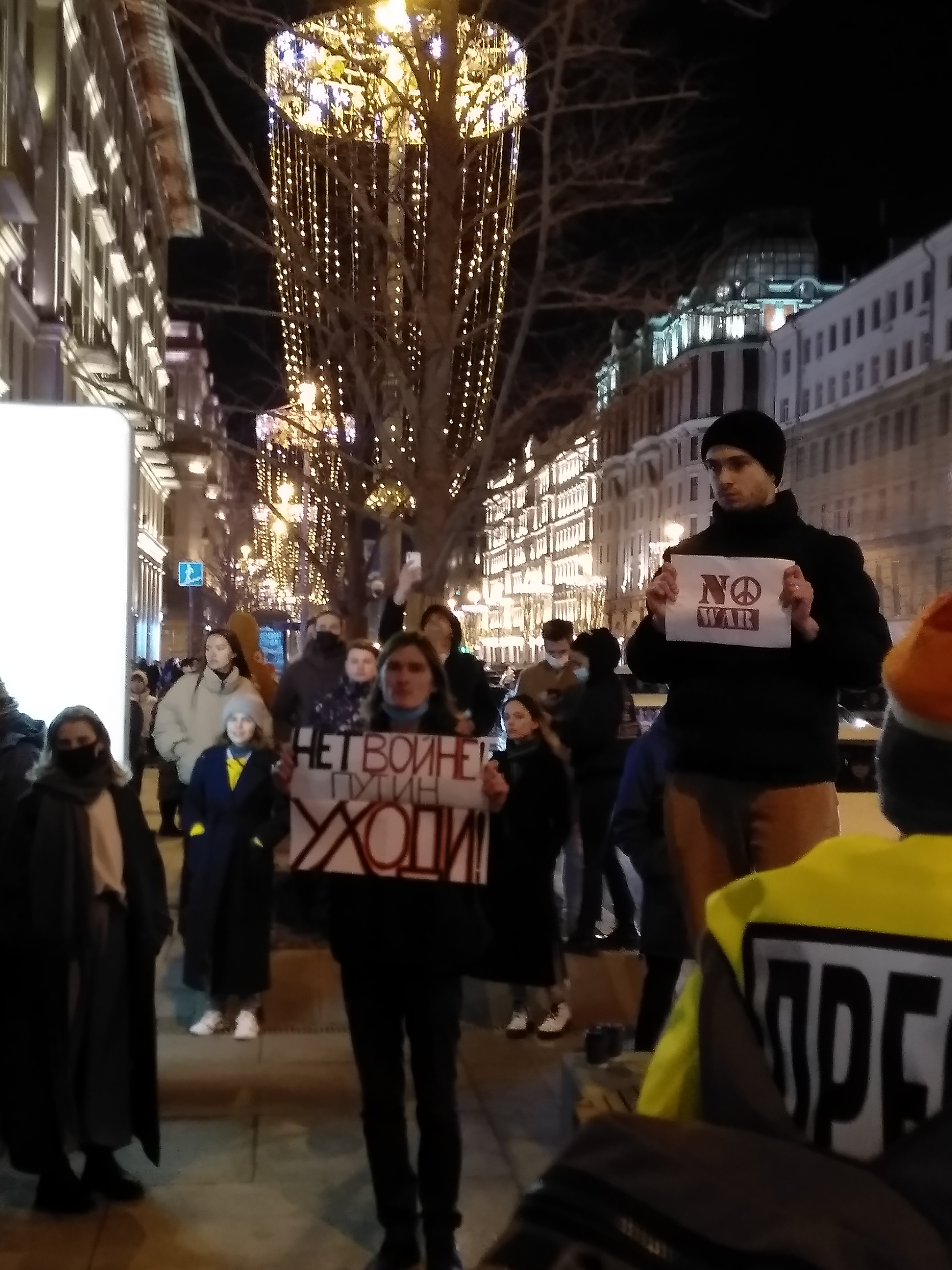
우크라이나 침공 반대 시위(2022년 2월 24일 모스크바)

여성들은 2022년 러시아의 반전 시위에서 중요한 역할을 했다. 《메두사》 저널리스트 알렉세이 코발료프는 "실제적인 폭력과 심각한 옥중 생활에 직면하는 것은 대부분 여성입니다"라고 말했다.
페미니스트 반전 시위는 침공 이후 러시아에서 출범했다. 그들은 선언문에 "정치세력으로서의 페미니즘은 침략 전쟁과 군사 점령 전쟁의 편에 설 수 없다"며 "전쟁은 여러 해 동안 성 불평등을 악화시키고 인권을 후퇴시킨다. 전쟁은 포화의 폭력뿐만 아니라 성폭력을 동반한다”고 썼다. 그리고 침략은 “성 불평등, 여성 착취, 그리고 이제까지 사람들의 생활방식과 자아 정체성, 편협한 애국주의 규범을 따르지 않는 사람들에 대한 국가의 압제 등의 정부 이념이 선언한 “전통적 가치”의 기치 아래 자행되었다"고 선언했다. 이 단체는 3월 8 일 세계 여성의 날을 맞아 러시아 전역의 대조국전쟁 기념비에서 항의 시위를 주도했다. 러시아 군인 어머니 위원회 연합도 전쟁 반대 입장을 밝혔다.
러시아 경찰은 전쟁에 반대하는 여성과 성소수자를 표적으로 성폭행 위협 등 심각한 잔혹 행위를 가했다.